# Torre de Manganeta
La Torre Manganeta, Torre en la boca del río Vélez, Torre de Manganeto o Torre de los Toscanos es una torre vigía o torre almenara catalogada por el Ministerio de Educación, Cultura y Deporte. Está situada en la zona de los Toscanos en el municipio de Vélez-Málaga, (provincia de Málaga, España) junto al km 269 de la N-340

## Descripción
La torre se sitúa en la orilla derecha de la desembocadura del río Vélez y data del siglo XVI. Debido al aporte de sedimentos con el paso de los siglos, la línea de la costa queda actualmente a 800 m y sus 8 m de altura quedan parcialmente bajo el suelo. Construida con mampostería y ladrillo. 
Formaba parte del sistema de vigilancia y defensa costera contra la piratería berberisca, con contacto visual con la Torre del Jaral al oeste de la que dista 3,3 km y con la Torre del Mar de Vélez (Castillo de Torre del Mar) a 2 km al este para comunicarse mediante humo (de día) o fogatas (de noche)